# Franz von Aichelburg-Labia
Franz Paul Freiherr von Aichelburg-Labia (* 8. April 1856 in Klagenfurt; † 25. Januar 1927 in Meran) war ein österreichischer Beamter und Politiker.

## Familie

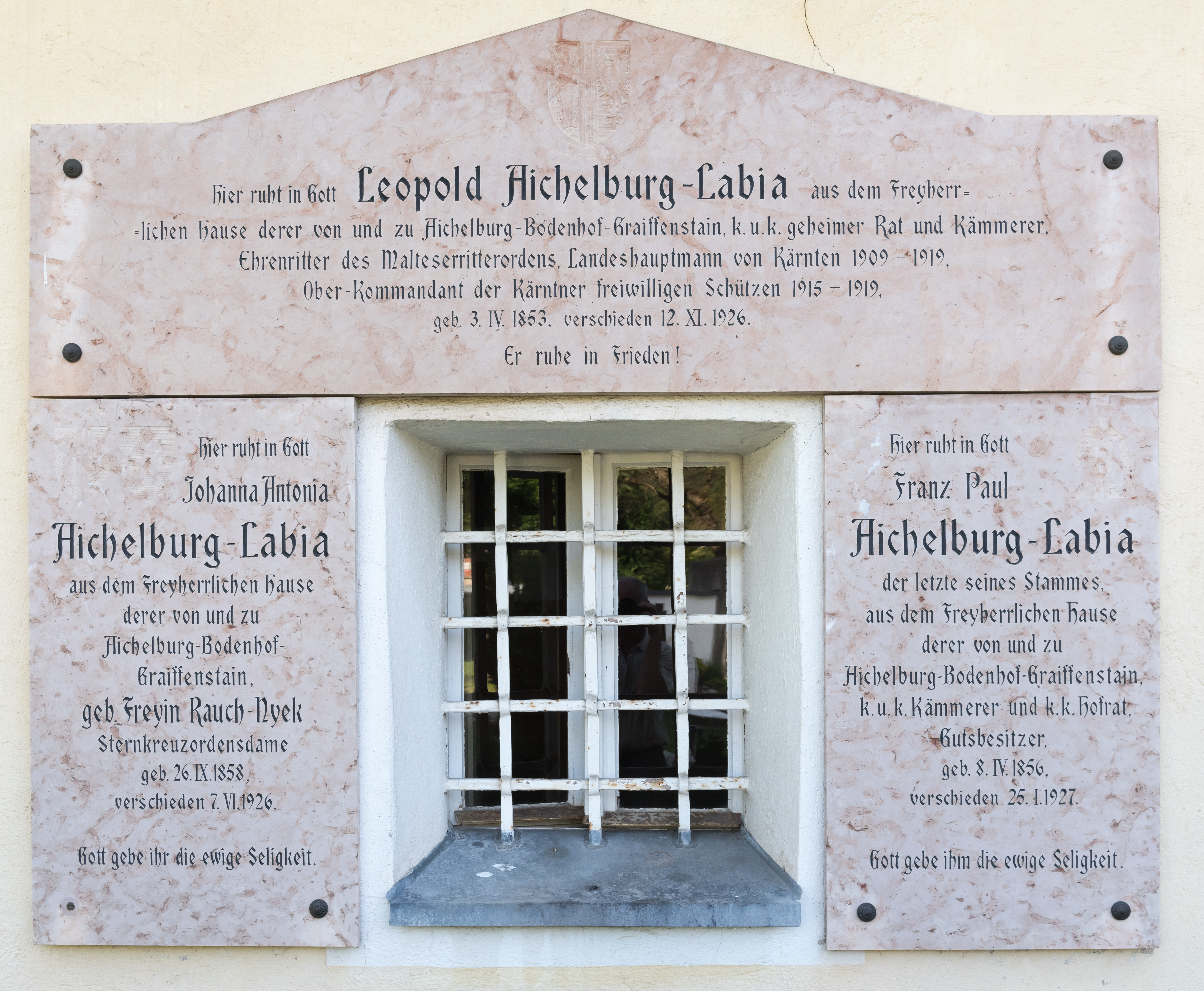
Familiengruft in St. Georgen am Sandhof

Aichelburg war der Sohn des Arztes und Grundbesitzers Dr. med. Arnold Freiherr von Aichelburg-Bodendorf (* 12. Juli 1817; † 25. Mai 1879) und dessen Ehefrau Leopoldine geborene Edle von Gröller (* 7. Dezember 1825; † 21. September 1856). Leopold Anton Freiherr von Aichelburg-Labia war sein Bruder.
Er war römisch-katholisch und heiratete am 26. September 1882 Johanna Alexandra Freiin Rauch von Nyek (* 26. September 1858; † 7. Juni 1926). Aus der Ehe ging ein Sohn (gefallen 1915) und eine Tochter hervor.
Im Jahr 1883 wurde er durch Gräfin Franziska Labia, der Besitzer des Schlosses Tigring adoptiert und nannte sich danach „Aichelburg-Labia“. Er ist in der Familiengruft in St. Georgen am Sandhof, Klagenfurt begraben.

## Leben
Aichelburg studierte Rechts- und Staatswissenschaften und schlug eine Beamtenlaufbahn bei verschiedenen Bezirkshauptmannschaften außerhalb Kärntens, im Ministerium des Inneren und bei der Statthalterei in Linz ein. Im Herbst 1915 wurde er krankheitsbedingt in Pension geschickt.
Er war Mitbesitzer des Gutes Bodenhof im Gailtal. 1910 war er Mitbegründer der Kärntner Landsmannschaft und dort von 1923 bis 1926 Obmann. Er wurde zum k.u.k. Kämmerer und zum k.k. Hofrat ernannt.
Vom 21. September 1909 bis zum 20. September 1915 war er Mitglied im Kärntner Landtag. Im Parlament war er Obmann des Schulausschusses und Mitglied des Finanz- und des Rechtsausschusses. Er gehörte dem Klub Verfassungstreuer Großgrundbesitz an.